# コマルカ・ド・サルネス
コマルカ・ド・サルネス（Comarca do Salnés）はスペインガリシア州ポンテベドラ県のコマルカで、同県の北西部に位置する。
カンバードス、オ・グローベ、ア・イジャ・デ・アロウサ、メアーニョ、メイス、リバドゥミア、サンシェンショ、ビラガルシーア・デ・アロウサ、ビラノーバ・デ・アロウサの9の自治体によって構成される。
北から西がリア・デ・アロウサ、南がリア・デ・ポンテベドラ、そして西が大西洋に面しており、隣接するコマルカは、東の北側がコマルカ・デ・カルダス、南側がコマルカ・デ・ポンテベドラとなっている。
面積は275.2km²で、2010年の人口は111,763人（2007年：109,283人）である。コマルカの中心地区は、伝統的には自治体カンバードスのカンバードス教区のカンバードス地区と、近年成長著しい自治体ビラガルシーア・デ・アロウサのビラガルシーア教区のビラガルシーア地区がある。

## 地理

コマルカ・ド・サルネス内の各自治体の位置

| コマルカ・ド・サルネスの構成自治体（2010年）           |            |             |                    |
| 自治体                                                 | 人口（人） | 面積（km²） | 人口密度（人/km²） |
| カンバードス                                           | 13,872     | 23.4        | 592.8              |
| オ・グローベ                                           | 11,297     | 21.9        | 515.8              |
| ア・イジャ・デ・アロウサ                               | 5,000      | 7.0         | 714.3              |
| メアーニョ                                             | 5,455      | 27.8        | 196.2              |
| メイス                                                 | 5,003      | 52.4        | 95.5               |
| リバドゥミア                                           | 5,028      | 19.7        | 255.2              |
| サンシェンショ                                         | 17,500     | 45.1        | 388.0              |
| ビラガルシーア・デ・アロウサ                           | 37,926     | 44.2        | 858.1              |
| ビラノーバ・デ・アロウサ                               | 10,682     | 33.7        | 317.0              |
| 計                                                     | 111,763    | 275.2       | 406.1              |
| 出典: INE（スペイン国立統計局）、IGE（ガリシア統計局） |            |             |                    |